# Lai Sun Cheung
Lai Sun Cheung, chiń. 黎新祥, (ur. 1 września 1950 w Hongkongu, zm. 20 czerwca 2010 tamże) – hongkoński piłkarz, grający na pozycji obrońcy, trener piłkarski.

## Kariera piłkarska

### Kariera klubowa
Występował w klubach Hong Kong Rangers FC, Happy Valley AA i Tung Sing FC.

## Kariera trenerska
Od 2002 do 2006 roku, a następnie ponownie w 2007 roku, prowadził reprezentację Hongkongu. Również trenował Hong Kong 08 i Hong Kong C Team.
W dniu 20 czerwca 2010 roku, Lai zmarł na raka płuc w Hongkongu, w wieku 59, po jednym roku walki z chorobą.